# Дмитрово (Псковский район)
Дмитрово — деревня в Краснопрудской волости Псковского района Псковской области России.
Расположена в 2 км к северу от волостного центра Кирово и в 42 км к югу от города Пскова.

## Население
Численность населения деревни по состоянию на 2000 год составляла 9 жителей.

## История
До 31 декабря 2010 года деревня входила в состав ныне упразднённой Москвинской волости.